# Капецитабин
Капецитаби́н (син. кселода) — противоопухолевый препарат группы антиметаболитов, подгруппы антагонистов пиримидинов. Является пролекарством 5-фторурацила (превращается в него в опухолевых клетках). Наиболее эффективен для лечения рака груди, яичников, желудочно-кишечной системы и колоректального рака. Применяется орально.

## Физические свойства
Кристаллическое вещество, хорошо растворимое в воде.

## Фармакологическое действие
Капецитабин был разработан в качестве пролекарства фторурацила с целью улучшения переносимости этого лекарственного средства и увеличения концентраций фторурацила в тканях опухоли за счёт селективной доставки. Превращается во фторурацил под действием фермента тимидинфосфорилазы, концентрации которой в раковых клетках существенно выше по сравнению со здоровыми (за счет этого достигается большая концентрация активного вещества в клетках опухоли, например, для клеток коллатеральной опухоли концентрация фторурацила почти в 4 раза выше, чем у здоровых клеток). Активное вещество является антиметаболитом пиримидина (ингибирует тимидилатсинтетазу), что определяет цитотоксичность препарата.

## Фармакокинетика
Всасывается в желудочно-кишечном тракте быстро и почти количественно (биодоступность близка к 100%), максимальная концентрация в крови Cmax 3,9 мг/л достигается через 0,5—1,5 ч, период полувыведения T1/2 — 1,5—4 ч. Подвергается метаболизму в печени и опухолевых клетках. Выводится в основном почками.
После всасывания в кишечнике попадает в печень, где превращается в  5'-деокси-5-фторцитидин под действием карбоксилэстеразы и далее в  доксифлуридин под действием цитидиндеаминазы; доксифлуридин в тканях новообразований превращается в активное вещество — 5-фторурацил под действием тимидинфосфорилазы.

## Показания к применению
Препараты первой линии по рекомендациям FDA в терапии рака толстой кишки, молочной железы, яичников. Также используется для лечения рака простаты. Меньший терапевтический эффект достигался при лечении карциномы почек и рака поджелудочной железы.

## Способ применения и дозировка
Орально. Примерная доза по данным FDA 1250 мг/м2, обычно принимают трехнедельными циклами.

## Коррекция дозы капецитабина в ходе терапии
Дозу уменьшают до 75 % у пациентов с клиренсом креатина. С осторожностью для пациентов применяющих варфарин в качестве антикоагулянта.

### Гепатотоксичность
Считается, что капецитабин обладает умеренной гепатотоксичностью, однако было показано, что в отдельных случаях приём препарата пожилыми пациентами вызывал существенные нарушения в  работе печени и требовал мониторинга выработки её ферментов, характеризующих глубину такого воздействия. При необходимости показано снижение дозировки для пожилых пациентов.

## Побочные явления
Нейтропения, тромбоцитопения, анемия, сухость во рту, дислепсические явления, парастезия, отёки, слезотечение, пигментация кожи, анорексия, головокружение, дерматиты.

## Противопоказания
Беременность, кормление грудью.